# Tonada
La tonada es un género musical folclórico que consiste en un conjunto de melodías y cantos dentro del género de la lírica. Se caracteriza por no ser bailada y tener un énfasis en los textos. Es originaria de las regiones de Asturias y Cantabria situadas en el norte de España, donde ha dado lugar a los géneros de la tonada asturiana y la tonada montañesa respectivamente. También ha arraigado y se ha desarrollado en países hispanoamericanos como Argentina, Bolivia, Chile, Ecuador y Venezuela.

## En España
Es el canto tradicional más representativo del Principado de Asturias, donde también recibe el nombre de canción asturiana, tonada asturiana o asturianada. También se interpreta en Cantabria y en el norte de León donde es conocida como canción montañesa o tonada montañesa.
La primera referencia musical a la tonada asturiana está en el Primer Pot-Pourri de Cantos Asturianos, publicado por el ovetense Víctor Sáez en 1865, y de 1902 data la primera grabación de una asturianada, hecha por el conocido gaitero Ramón García Tuero para el sello Edison.
Ramón García Tuero, más conocido como El Gaiteru Lliberdón, cantaba a la vez que tocaba la gaita asturiana. 
En este campo profesionalizado de la asturianada destaca la labor de Joaquín Pixán, también conocido por ser un gran tenor, y dentro del territorio asturiano actualmente renuevan el género algunos intérpretes profesionales como Anabel Santiago, los hermanos Valle Roso (Marisa y Fernando) y el cantante y musicólogo Héctor Braga. La declaración de la asturianada como Bien de Interés Cultural se oficializó en 2015 sobre la base de un informe técnico que elaboró este último intérprete para la dirección general de patrimonio del gobierno del Principado de Asturias, el cual se publicó junto con la declaración oficial en el boletín oficial del estado.

## En Argentina

### En Cuyo
En la región argentina de Cuyo suele ser interpretada por un conjunto de guitarristas que pueden formar dúos u otras asociaciones musicales, acompañándose únicamente con instrumentos de cuerda del tipo de la guitarra o del guitarrón, pero nunca de bombos u otros instrumentos que pertenecen al acompañamiento de expresiones musicales de otras regiones. La profesora María Teresa Carreras de Migliozzi (de la Ciudad de San Luis), en su obra La Tonada en la Provincia de San Luis, hace referencia a los orígenes en Cuyo de esa melodía tradicional y también a sus componentes, como son los "melismas" y los "cogollos", que acompañan siempre a cada una de ellas, con lo que se logra involucrar en la interpretación a cada uno de los presentes.
Cada año en el mes de febrero, en la ciudad cuyana de Tunuyán, se celebra el Festival Nacional de la Tonada.

### El cogollo de la tonada
En la tonada cuyana, de Argentina, se le llama "cogollo" a la dedicatoria que el cantor hace a un amigo, a las damas presentes, o a su auditorio. La persona a la que fue dedicada la tonada debe "pagarla" convidando al cantor de un vaso de vino.
El cantor modifica la 3ª estrofa, tratando de coincidir el nombre de la persona homenajeada con una rima, que puede ser improvisada en el momento.

## En Bolivia
La tonada, producto de la influencia musical española, ha calado hondo en varias regiones bolivianas de raigambre Quechua pero también se fue extendiendo a sectores donde no tuviese una rama quechua, constituyendo ahora una forma estrictamente del área rural; Considerándose principalmente las populares tonadas del Departamento de Oruro y del Norte de Potosí, canto acompañado del Charango y otros instrumentos cordófonos similares; En Vallegrande, se interpretan acompañados de guitarras, acordeones y algún instrumento de percusión improvisada; En Tarija, se practica la tonada chapaca teniendo una estructura sentimental un tanto melancólica o también muy alegres, también aleatoria como una estructura similar a la cueca, todo según al almanaque chapaco, el principal acompañante es la guitarra, pero también junto con otros instrumentos como el bombo u otros instrumentos de percusión, en casos también el violín, el acordeón o también el arpa antiguamente, también está los cánticos a capela, o también instrumentos como la Caja, erque para tonadas carnavaleras. En todos los casos, la estructura formal es simple, cíclica por las repeticiones constantes y por sobre todo resalta la improvisación de la lírica.

## En Chile
Los contrapuntos, cuecas y tonadas forman parte del acervo folclórico musical de Chile. En el contexto de la historia de la música popular chilena, el caso de la tonada es uno de los más interesantes desde los puntos de vista musical y social.
Desde el punto de vista musical, la tonada campesina de los huasos proviene, posiblemente, de formas arábigo-andaluzas; es una canción folclórica cuya alternancia y superposición métrica (6/8 y 3/4) le confieren una particular riqueza rítmica, muy similar a la de la cueca chilena. Su acompañamiento se hace, por lo general, con guitarras o arpa, y su forma estrófica puede ser de distintos tipos. Puede ser clasificada según la ocasión en que se cante: como serenata (esquinazo), como una alabanza o bendición para los novios (parabién), como romance o “corrido”, o, finalmente, como canción para los tiempos del nacimiento de Cristo (villancico). Desde el punto de vista sociológico, la tonada cumplió y cumple diversas funciones sociales, según la ocasión y lugar en que se cante.
En Chile a comienzos del siglo XX, este género alcanzó la música docta; ejemplo claro de esto es el caso de Pedro Humberto Allende Sarón, que escribió Doce Tonadas para Piano. En la segunda década del siglo XX, la tonada ingresó a los espacios de la música de concierto y formó parte del repertorio de los diversos grupos de música popular de la ciudad, produciendo cierta movilidad musical del campo a la ciudad, proceso casi paralelo a la evolución de las clases sociales en el Chile de la primera mitad del siglo XX. Para estos años, el poeta Pablo Neruda traspasó las fronteras con su poesía y llegó incluso a los rankings de ventas discográficos gracias a la musicalización que se hiciera de una de sus creaciones, Las tonadas de Manuel Rodríguez, a manos del compositor Vicente Bianchi, cuya interpretación estuvo a cargo del grupo Silvia Infantas y Los Baqueanos, obra que actualmente es parte del Patrimonio Cultural y Folclórico de Chile.

### Década de 1960
Años más tarde, varios autores de la Nueva Canción Chilena trabajaron la tonada, especialmente Violeta Parra, quien publicó su álbum La tonada presentada por Violeta Parra (1958).

### Actualidad y vigencia
Una nueva generación de músicos chilenos ha desarrollado la tonada, entre ellos Juan Antonio Sánchez —con sus obras para guitarra Tonada por Despedida y Tonada en Sepia— y el guitarrista y compositor Javier Contreras —con sus obras Tonada del Retorno, Tonada a mi Madre y Tonada Euclídica—. Por su parte, la folclorista Margot Loyola publicó el libro La Tonada: Testimonios para el futuro en 2006. Desde 1986 se ha realizado anualmente el Festival Nacional de Cueca y Tonada Inédita en Valparaíso.

## En Venezuela
En Venezuela las tonadas suelen presentarse como cantos de trabajo que acompañan a diversas faenas como el ordeño, la labranza, el arreo, la caza, la pesca, la trilla, la molienda de maíz, la cosecha y el descanso del hombre del campo. Estos cantos, además de constituir un rito laboral, simbolizan el espíritu de convivencia entre quienes realizan faenas comunes . De acuerdo con el ya fallecido músico, compositor y musicólogo venezolano Luis Felipe Ramón y Rivera, las tonadas son cantos utilitarios que se caracterizan por su sistema monódico, en el cual se establece claramente la armonía por notas largas de seis, ocho o más tiempos moderados que encierran las cadencias.
Estos cantos son mensurables e intercalan gritos y jipíos de acuerdo con la necesidad de la labor, según se trate del ordeño o del arreo. En cuanto a las escalas a que se ajustan estas melodías, varían entre sí, de acuerdo con el tipo de música regional. Así, un canto del estado Táchira para recoger café difiere mucho de un canto llanero para el arreo. Pero, en general, todos muestran un carácter antiguo.
El cantautor y músico venezolano ya fallecido Simón Díaz fue el máximo exponente de este género, que rescató y dio a conocer durante su carrera discográfica.